# Emphytoecia
Emphytoecia – rodzaj chrząszczy z rodziny kózkowatych i podrodziny zgrzypikowych. 

## Zasięg występowania
Przedstawiciele tego rodzaju występują w Chile.

## Systematyka
Do Emphytoecia należy 8 gatunków:
- Emphytoecia alboliturata
- Emphytoecia camousseighti
- Emphytoecia dimidiata
- Emphytoecia elquiensis
- Emphytoecia lineolata
- Emphytoecia niveopicta
- Emphytoecia sutura-alba
- Emphytoecia suturella